# Occamova břitva (Dr. House)
Occamova břitva (v anglickém originále Occam's Razor) je třetí epizoda z první řady seriálu Dr. House.

## Děj
Student Brandon zkolabuje při sexu se snoubenkou. Prohlídka odhalí kašel, zvracení, nízký krevní tlak, horečku a bolesti v břiše. Cameronová říká, že žádná z nemocí nezpůsobuje všechny příčiny. Na ambulanci má House proslov, po němž k němu nikdo nechce jít. U pacientky, která k němu nakonec jde, zjistí, že ji chtějí vyhodit z práce, a tak si vybírá ze zdravotního pojištění, co může. Chase má s Cameronovou rozhovor o sexu, po němž je Chase velmi roztržitý. Po nasazení antibiotik mu začínají selhávat ledviny. House se po diferenciální diagnóze domnívá, že za Brandonův stav mohou dvě nemoci najednou. Occamova břitva znamená, že nejjednodušší vysvětlení je vždycky nejlepší. House začne bez testů léčit zánět dutin a hypotyreózu. Housův tým však začne Brandona testovat na viry, protože Foreman Housově teorii nevěří. Po léčbě se začíná uzdravovat, ale kašel mu stále zůstává. Z testu Foreman zjistí, že Brandonovi kolabuje imunitní systém. Je umístěn na sterilní pokoj. House se domnívá, že na Brandonův předpis na prášky proti kašli mu lékárník omylem dal kolchicin (tj. lék proti dně). To by vše vysvětlovalo. Chase se tak vydá s Brandonovou matkou a snoubenkou do lékárny, aby si ověřili, zda bral správné léky. To se však potvrdí. Při jednom vyšetření nastane zástava srdce, ale lékaři ho zachrání. Brandonovi začnou brnět prsty, z čehož House vydedukuje, že bral drogy. Brandon se následně přizná, že bral extázi. Ta byla zřejmě naředěná kolchicinem. Po podání protilátek se jeho zdravotní stav zlepší.

## Diagnózy
- špatné diagnózy: sepse, zánět dutin, akutní zánět ledvin
- správná diagnóza: otrava kolchicinem z omylem zaměněného léku